# Скрапари (округ)
Скрапа́ри (алб. Rrethi i Skraparit) — один из 36 округов Албании.
Округ занимает территорию 775 км² и относится к области Берат. Административный центр — город Чоровода.
Скрапари — историческое название региона, известного всей Албании благодаря своему раки и народной музыке.

## Географическое положение
Округ Скрапари расположен в горах Южной Албании. В округ входит долина реки Осуми. К югу от Чороводы Осуми течёт по глубокому каньону длиной почти 15 км, являющемуся известным туристическим аттракционом. На северо-западе округа возвышается самая высокая гора региона — Томор (2 415 м).
За исключением долины реки Осуми большинство деревень в округе лежат в труднодоступных горных районах.

## Административное деление
На территории округа расположены два города: Чоровода, Поличани и 8 общин: Богова, Чепани, Гербеси, Лешня, Потоми, Qendër, Вендреша, Джепа.